# Alexander Groschke
Friedrich Adolf Alexander Groschke (* 23. März 1821; † 27. Januar 1871 in Berlin) war ein deutscher Verwaltungsbeamter und Parlamentarier.

## Leben
Alexander Groschke studierte Rechtswissenschaften an der Ruprecht-Karls-Universität Heidelberg. 1842 wurde er Mitglied des Corps Saxo-Borussia Heidelberg. Nach dem Studium und dem Gerichtsreferendariat trat er in den preußischen Staatsdienst ein. 1852 wurde er als Gerichtsassessor zum Landrat des Landkreises Frankenstein (Schlesien) ernannt. Im Januar 1861 empfing er dort Karl von Holtei, der zu einer Vortragsverpflichtung angereist war und über Groschke schrieb: „Es ist unmöglich, zuvorkommender und gütiger einem fahrenden alten Sänger entgegen zu treten.“ Das Amt hatte Groschke bis zu seinem Tod 1871 inne.
1851 heiratete Groschke die Tochter des Eisenbahn- und Versicherungsunternehmers Otto Crelinger und der Schauspielerin Auguste Stich-Crelinger, Johanne Henriette Emilie Auguste Crelinger (1828–1900). Von ihr ist in Holteis Erinnerungen als von einer „klugen, schönen, liebenswerthen Frau“ die Rede, die der Autor schon in seiner Berliner Zeit als Kind gekannt habe. Nachdem Groschke hochverschuldet verstorben war, musste seine Witwe ihren Lebensunterhalt in Berlin mit einem Erziehungs-Pensionat für höhere Töchter bestreiten.
Dieser Ehe entstammten mehrere Kinder. Aus dem Nachlass der Musikpädagogin Clara Groschke wurde 1925 ein heute verschollenes Porträt Auguste Crelinger als Jungfrau von Orleans (1818) von Friedrich Georg Weitsch in das Märkische Museum sowie ein Bildnis ihres Urgroßvaters Johann Jacob Crelinger eingeliefert.
Groschke gehörte in der 3. Legislaturperiode von 1852 bis 1855 als Abgeordneter des Wahlkreises Breslau 4 der Zweiten Kammer des Preußischen Landtags an. In der 10. und 11. Legislaturperiode saß er von 1867 bis zu seinem Tod 1871 für den Wahlkreis Breslau 9 (Frankenstein, Münsterberg) als Mitglied der Fraktion der Konservativen Partei im Preußischen Abgeordnetenhaus.